# Zhong Chao Wu
Wu Zhongchao (Fuzhou, 1946) é um físico chinês, professor da Universidade Tecnológica de Zhejiang.

## Carreira
Em 1963 Wu Zhongchao começou a estudar na Universidade de Ciência e Tecnologia da China. Em 1968, como parte de um programa da Revolução Cultural Chinesa, foi enviado para trabalhar em uma fábrica durante cinco anos. Em 1971 retornou para a universidade como professor. Em 1979, recomendado pelo físico Qian Linzhao, foi para a Universidade de Cambridge no Reino Unido para estudar física teórica com o físico teórico Stephen Hawking. Estudou principalmente o universo primordial. Obteve um doutorado em 1984 na Universidade de Cambridge, com a tese "Cosmological models and the inflationary universe".
A tese de Wu sobre a dimensionalidade do espaço e tempo foi reconhecida com o terceiro prêmio da competição de teses em 1985 da Gravity Research Foundation.
Em 2002 Wu Zhongchao estabeleceu o Instituto de Astrofísica da Universidade Tecnológica de Zhejiang.
Wu traduziu livros de Hawking para o chinês. Em 2001 traduziu Uma Breve História do Tempo e em 2011 lançou uma tradução chinesa de O Grande Projeto. Quando Hawking visitou a China em 1985, 2002 e 2006, Wu foi seu interpreter.